# Foixà
Foixà – gmina w Hiszpanii, w prowincji Girona, w Katalonii, o powierzchni 18,86 km². W 2011 roku gmina liczyła 311 mieszkańców.